# Fort Snelling

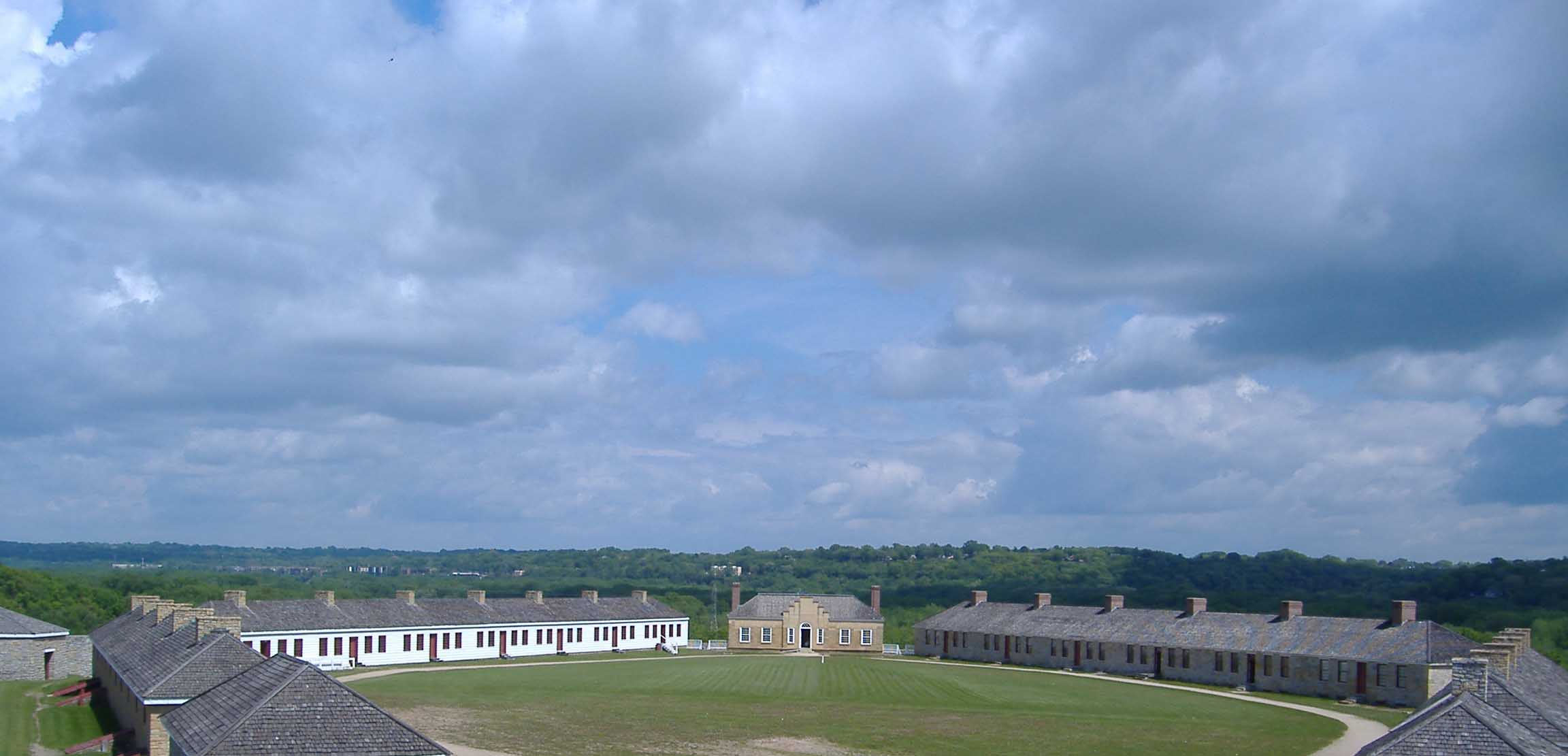
Fort Snelling

Fort Snelling, originalmente conocido como Fort Saint Anthony,era una fortificación militar ubicada en la confluencia de los rios Minnesota Y Misisipi en el Condado de Hennepin , Minnesota . El Mississipi National River and Recreation Area , es una unidad del Servicio de Parques Nacionales , incluye el histórico Fort Snelling.
El Fortín es un Hito Histórico Nacional Hito y ha sido nombrado un "tesoro nacional" por el National Trust for Historic Preservation.